# Harriet Beecher Stowe
Harriet Beecher Stowe (Litchfield (Connecticut), 14 juni 1811 – Hartford (Connecticut), 1 juli 1896) was een Amerikaans abolitioniste en schrijfster.

## Biografie

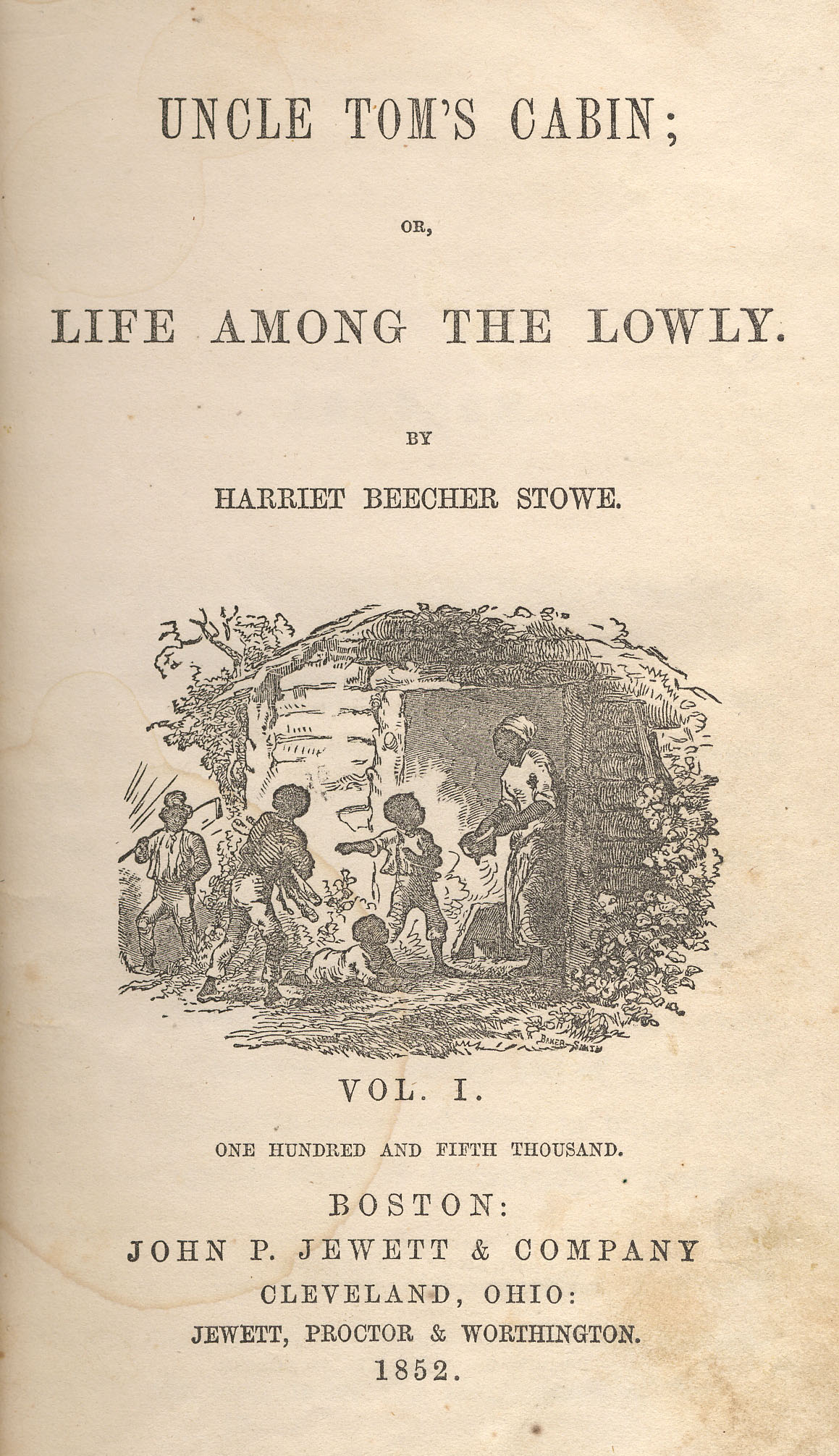
Titelpagina-illustratie door Hammatt Billings voor Uncle Tom's Cabin [eerste editie: Boston: John P. Jewett and Company, 1852]. Toont karakters van Chloe, Mose, Pete, Baby, Tom.

Beecher Stowe werd geboren in Litchfield en groeide voornamelijk op in Hartford. Zij was de dochter van Lyman Beecher, een vooraanstaand congregationalistisch predikant uit Boston, en zuster van eminent predikant Henry Ward Beecher. In 1832 verhuisde haar familie naar Cincinnati, een andere thuishaven van de abolitionistische beweging, waar haar vader de eerste president werd van het Lane Theological Seminary.
In Cincinnati deed ze eerstehands kennis op over slavernij en de Underground Railroad en voelde ze zich geroepen De hut van Oom Tom (Uncle Tom's Cabin) te schrijven, de eerste Amerikaanse roman met een Afro-Amerikaan in de hoofdrol. Er wordt aangenomen dat het boek gebaseerd is op het leven van Josiah Henson. Het is een beschrijving van het leven van Amerikaanse slaven dat tussen 1851 en 1852 in serievorm gepubliceerd werd in het abolitionistische blad de National Era. Het boek werd wereldwijd een enorm succes en verscheen in ruim zestig talen. Het was een sterk pleidooi voor de afschaffing van de slavernij en vooral in Europa werd zij hierom als heldin ontvangen en geestdriftig toegejuicht.
Sommigen zagen in haar debuutroman een aanleiding voor de Amerikaanse Burgeroorlog. Volgens Stowe's zoon zou Abraham Lincoln haar in 1862 hebben begroet met de woorden So this is the little lady who started this great war. Historici hebben deze woorden echter nooit kunnen staven.
Haar tweede boek, Dred: A Tale of the Great Dismal Swamp (1856), had veel minder succes. Zij schreef in totaal meer dan 10 werken.